# Mimopacha audeoudi
Mimopacha audeoudi är en fjärilsart som beskrevs av Jean Romieux 1935. Mimopacha audeoudi ingår i släktet Mimopacha och familjen ädelspinnare. Inga underarter finns listade i Catalogue of Life.